# Nikołaj Orłow (zapaśnik)
Nikołaj Orłow (ros. Николай Орлов) – rosyjski zapaśnik walczący w stylu klasycznym. Wicemistrz olimpijski z Londynu z 1908 roku.